# TV400
TV400 var en svensk TV-kanal som började sända den 14 januari 2005 och ersatte den tidigare satsningen Mediteve som gick i graven. Kanalen ägdes av TV4-gruppen och var inriktad på den yngre publiken som annars ser kanaler som Kanal 5, TV6 och MTV. TV400:s mest sedda program var Idol Eftersnack som visades i samband med direktsändningen av Idol i TV4. I övrigt visade TV400 främst repriser av serier såsom American Idol, Alias, 24, Futurama, Jerry Springer Show, Melrose Place och 90210 samt långfilm, realityserier och i specialfall även egenproducerade program. 
Kanalen finansierades av abonnemangsavgifter och reklam och distribuerades av de flesta större operatörer som Com hem, Canal Digital, Telia Digital TV och Viasat. Den 19 januari 2011 lade TV4-gruppen ner TV400 och lanserade TV11.

## Program
Ett urval av de program som visats på TV400 sedan premiären 2005.

### Inköp
- 90210
- Ladette to Lady
- American Idol
- Bernie Mac
- Beverly Hills 90210
- Big Apple
- Firefly
- Futurama
- Cedric the Entertainer
- The Chris Isaak Show
- Dirt
- Everybody Hates Chris
- Iron Chef
- I want to be a Hilton
- The Jerry Springer Show
- The Late Show with David Letterman
- Mile High
- Melrose Place
- Många av mina bästa vänner
- Popular
- The Beat
- En snut för mycket
- Jake 2.0
- Will & Grace
- Wonderfalls
- The Dudesons
- The L Word

Samt ett flertal långfilmer.

### Egenproducerade program
- 400 Bio
- Ahlbom & Rahm
- Volym - Musikvideor med Mogge Sseruwagi.
- Extraliv - Datorspel med Susanne Möller.
- Bamba - Matlagning med Stefan Svensson och Wendy Rådström.
- Fecke - "Förfestprogram" med Wendy Rådström och Anders Persson[förtydliga].
- Intresseklubben - Intervjuprogram.
- Kokkaburra-TV - Humorprogram
- Stockholmsnatt - "kulturprogram" med David Girhammar och Anders Persson.
- Kändis: Direkt - Skvallernyheter
- Little Italy
- Moviestar
- Paradise Hotel Extra - Med Olinda Borggren och Patrick Larsson.
- Snyggast i klassen
- Idol: Extra - Med Wendy Rådström och Mogge Sseruwagi
- Idol Eftersnack - Med Hannah Graaf & Doreen Månsson (under 2007), Katrin Zytomierska och Peter Jihde (under 2008 & 2009).
- Raj raj - Doldakameran-program
- TV om TV
- Direktsändningar från musikfestivalen Way out West i Göteborg

## Tillgänglighet
Kanalen fanns tillgänglig från start via satellit med Canal Digital, i marknätet via Boxer och i digitala TV-nät såsom Com Hem. Till Viasats satellitplatform kom kanalen först den 21 april 2005.